# Токро панамський
Токро панамський (Odontophorus dialeucos) — вид куроподібних птахів родини токрових (Odontophoridae).

## Поширення
Вид поширений на невеликій території у горах Такарукуна на межі Панами та Колумбії. Мешкає у тропічному вологому гірському лісі на висоті 1050—1400 м над рівнем моря.

## Опис
Тіло завдовжки 24 см. Спина коричнева з чорноми смужками; вершина голови чорна з біло-плямистим гребенем; надбрівна смуга біла; горло коричневе з чорною смужкою внизу. Груди та живіт коричневі з чорними плямами.